# U 847 (Kriegsmarine)
De U 847 was een Type IXD2 U-boot van de Duitse Kriegsmarine tijdens de Tweede Wereldoorlog. Hij werd besteld op 20 januari 1941, de kiel werd gelegd op 23 november 1941, op de AG Weserscheepswerf, Bremen (werk 1053). De tewaterlating gebeurde op 5 september 1942. Hij verging bijna een jaar later.

## Geschiedenis
Op 23 januari 1943 werd de U 847 aan Kptlt. Friedrich Guggenberger overgedragen als eerste bevelhebber over de boot. Op 26 januari 1943, tijdens een opleiding in Wesermünde, deed zich een ongeval voor, terwijl het machinegeweer in brand vloog. Eén bemanningslid stierf, en een andere matroos raakte zwaargewond.
Van 12 tot 23 augustus 1943, stuurde het Oppercommando van de Kriegsmarine de U 847 en zeven andere U-boten naar de Indische Oceaan om zich bij de "Monsoon"-Wolfpack aan te sluiten die daar opereerden. Op 27 augustus 1943 werd ze in de Sargassozee, op positie 28° 19′ 0″ NB, 37° 58′ 0″ WL dodelijk getroffen door Fido-torpedo's van Amerikaanse Grumman TBF Avenger- en Grumman F4F Wildcat-vliegtuigen (VC-1) van het escorte-vliegdekschip USS Card (CVE-11). 
Alle 62 bemanningsleden, waaronder Kptlt. Herbert Kuppisch, verloren hierbij het leven.

## U-bootcommandanten
- 23 januari 1943 - 1 februari 1943:   Kptlt. Friedrich Guggenberger (Ridderkruis)
- 26 januari 1943 - 26 januari 1943:   KrvKpt. Wilhelm Rollmann (Ridderkruis) (in opleiding)
- 1 februari 1943 - 30 juni 1943:   Kptlt. Jost Metzler (Ridderkruis)
- 1 juli 1943 - 27 augustus 1943:   Kptlt. Herbert Kuppisch (+) (Ridderkruis)

## Carrière
- 1 patrouille: 30 januari - juni 1943  - 4. Unterseebootsflottille (opleiding)
- 1 juli 1943 - 27 augustus 1943 - 12. Unterseebootsflottille (frontboot)

## Successen
- Geen tot zinken gebrachte of beschadigde schepen